# Kolegium Karkonoskie AZS Jelenia Góra
Le Kolegium Karkonoskie AZS Jelenia Góra est un club polonais féminin de basket-ball appartenant à la PLKK, soit le plus haut niveau du championnat polonais. Le club est basé dans la ville de Jelenia Góra.

## Entraîneurs successifs
- Depuis ? : Rafał Sroka